# Adamit
Adamit là khoáng vật kẽm arsenat hydroxide có công thức hóa học Zn2AsO4OH. Nó là khoáng vật đặc trưng trong đới oxy hóa hay đới phong hóa bên trên các quặng kẽm.